# Kriegerdenkmal vor der Heilig-Kreuz-Kirche in Leipzig

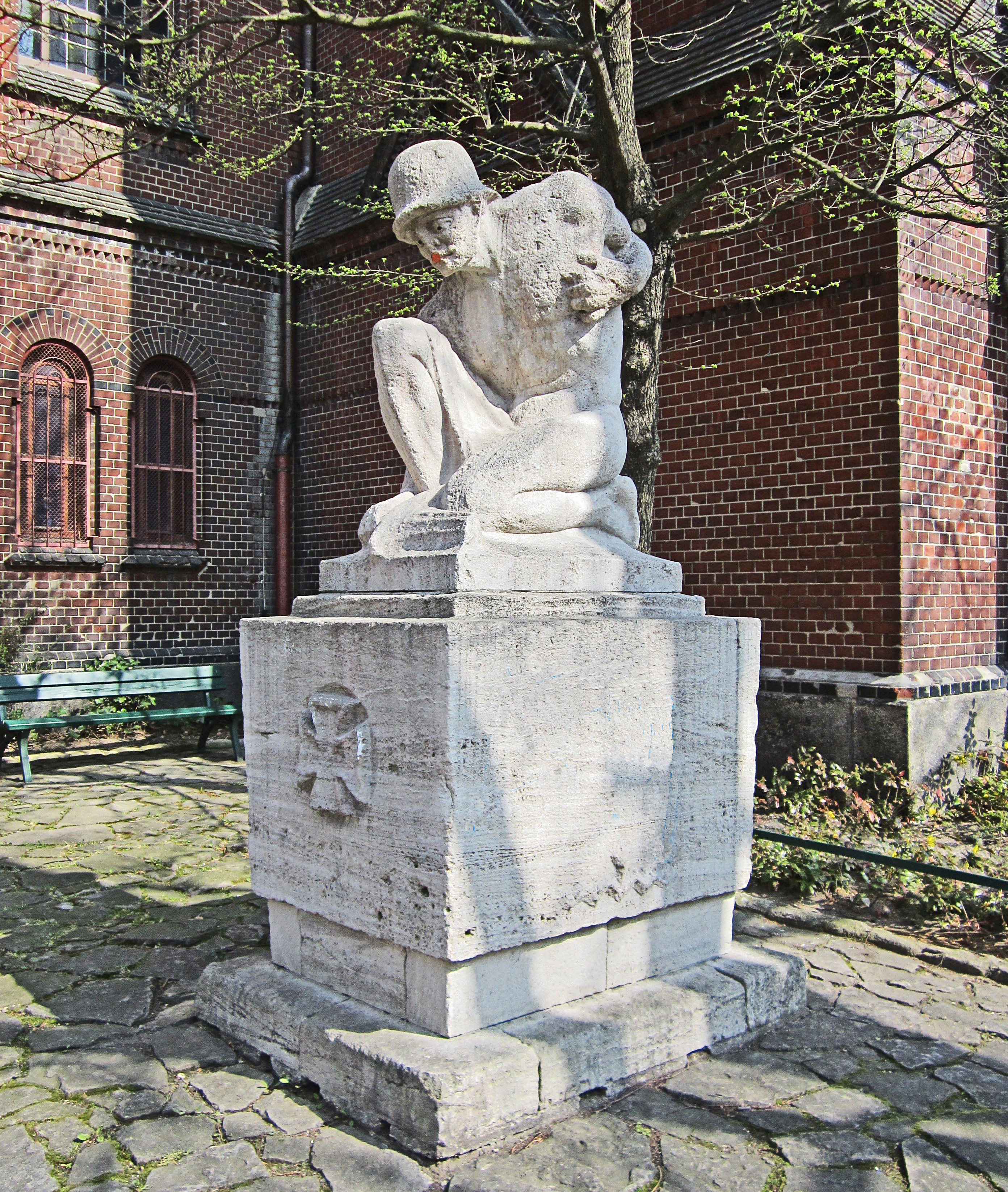
Kriegerdenkmal vor der Heilig-Kreuz-Kirche (2015)

Vor der Heilig-Kreuz-Kirche in Neustadt-Neuschönefeld auf dem Neustädter Markt in Leipzig steht ein Kriegerdenkmal. Das Denkmal befindet sich links des Eingangs zum Kirchturm. Es steht unter Denkmalschutz.

## Geschichte
Das Kriegerdenkmal in Leipzig-Neustadt wurde zur Ehrung für die 725 Opfer der Kreuzkirchgemeinde des Ersten Weltkrieges errichtet. Die Absicht zur Errichtung eines solchen Denkmals war bereits seit Kriegsende in der Gemeinde vorhanden, sodass durch den Kirchenvorstand schon 1919 ein „Schmuckfonds zur Beschaffung einer Gedenktafel für die Gefallenen der Kreuzkirchgemeinde“ eingerichtet wurde. Die Namen der Gefallenen wurden in der Festschrift zum 25-jährigen Jubiläum der Kirchgemeinde (31. Oktober 1919) publiziert, ließen sich aber nicht auf den geplanten zwei Tafeln unterbringen, sodass hierfür eine andere Lösung gefunden werden musste. Daher beschloss der Kirchenvorstand 1926, ein Denkmal ohne namentliche Nennung der Gefallenen zu errichten. Das Denkmal schuf der Bildhauer Kurt Günther, nachdem der Kirchenvorstand am 2. Februar 1926 seinen Entwurf in Auftrag gab. Es wurde am 12. September 1926 enthüllt. Möglich wurde es durch Sammlungen, Spenden, Musik- und Theateraufführungen und Postkartenverkäufe. Ein verkleinertes Gipsmodell steht in der Kirche. 
Das Kriegerdenkmal Neustadt besteht aus einem ca. 1 m hohen Würfel aus dem in Leipzig oft verwendeten unterfränkischem Kirchheimer Muschelkalk. Auf dem Sockel kniet ein lebensgroßer, bis auf Stahlhelm und Schwert nackter Krieger, der tödlich verwundet ist.
Auf der Vorderseite des Postaments befand sich außer dem noch erhaltenen Eisernen Kreuz eine gravierte Inschrift. Sie ist nicht mehr lesbar. Sie lautete:
DEN 725 IM WELTKRIEGE
GEFALLENEN SÖHNEN
DER HEILIGEN KREUZGEMEINDE
ZU EHRENDEM GEDÄCHTNIS
Die Rückseite hatte neben dem noch sichtbaren von Eichenlaub umgebenen Schwert folgende – heute ebenfalls nicht mehr lesbare – Inschrift:
DER TOD IST VERSCHLUNGEN
IN DEN SIEG
Detaillierte Beschreibungen des Denkmals lieferten u. a. Claus Uhlrich und Markus Cottin.